# Pulcin'hell
Pulcin'Hell è un album musicale del 2013 di Federico Salvatore.
L'album è stato prodotto da Luigi Zaccheo per l'etichetta discografica indipendente Arancia Records.

## Tracce
Testi e musiche di Federico Salvatore.
1. Chella vajassa d' 'a musa mia – 3:04
2. Lato b – 2:54
3. Puparuopolis – 3:49
4. Vico strafuttenza – 3:31
5. L'inno di papele – 4:06
6. Napocalisse – 4:53
7. 'O palazzo – 3:20
8. Cammenanno – 3:48
9. L'accademia 'e ll'ova toste – 2:42
10. Tarantella all'acqua pazza – 2:47
11. Dint' 'o scuro – 2:03
12. Natascha – 2:30
13. Guàllera – 2:51
14. Free ariel – 0:30

## Formazione[2]
- Luigi Zaccheo - arrangiamento, pianoforte e tastiere
- Giacomo Anselmi - chitarre